# دلقک (مجموعه تلویزیونی)
دلقک (دانمارکی: Klovn) یک مجموعه تلویزیونی کمدی موقعیت دانمارکی است که در سال ۲۰۰۵ منتشر شد. 
این مجموعهٔ تلویزیونی شباهت‌های محتوایی فراوانی به سریال آمریکایی زیاد ذوق‌زده نشو دارد. در این سریال دانمارکی، تعدادی از شخصیت‌های معروف ورزشی، هنری و فرهنگی به عنوان بازیگر میهمان حضور داشته‌اند.

## بازیگران اصلی
- فرانک وام
- کاسپر کریستنسن
- میا لوینه
- ایبن یایله
- کلر راس-براون
- لنه نوستروم
- لارس یوردسهوی
- میکائیل کارو
- یاکوب وبله

## بازیگران میهمان
- مس میکلسن (فصل ۱)
- اوله بورندال (فصل ۱)
- داوید دنسیک (فصل ۱)
- برایان هولم (فصل ۲)
- لارس فون تریه (فصل ۲)
- پیتر اولبک ینسن (فصل ۲)
- کریستینا شانی (فصل ۲)
- کلاوس بوندام (فصل ۳)
- سوفی استوگار (فصل ۳)
- کاتیا کی (فصل ۳)
- پیتر گانتسلر (فصل ۴)
- میکل لادروپ (فصل ۴)
- ویبکه ویندلو (فصل ۴)
- لُته سِـوِندسِـن (فصل ۵)
- توماس ویلوم ینسن (فصل ۵)
- بیله آگوست (فصل ۵)
- دیوید بیتسون (فصل ۵)
- لایف سیلوستر پیترسن (فصل ۵)